# ブリュ
ブリュ(Bru Jeune et Cie, Bru Jeune)とは、1866年から1899年に活動したビスク・ドール製造会社である。代表者が2回変わった後、1899年にS.F.B.J（人形・玩具製造会社）へ統合された。

## レオン・カシミール・ブリュの時代(1866-1883)
ブリュの創始者レオン・カシミール・ブリュ（Leon Casimir bru）は、1837年に生まれ、20代のころ、パリへ上京し、1866年にサン・ドニ（St denis）にBru Jeune et Cieという会社を設立した。翌1867年に社名をBru Jeuneとしている。このJeuneとは『若い』と言う形容詞で、英語youngに相当する。姓と共に使用される時は、英語のJuniorの意味がある。即ち、Bru Jeune は Bru Junior と言う意味である。これは、通常、長男を指す。又、『Jeune』は、親が長男に向かって言う呼び方でもある。レオン・カシミールは三男であるにもかかわらず、自分や自分のドールにJeuneと名付けているのは、恐らく、彼が子供の頃、親やまわりから愛され『Jeune』と呼ばれていたからかも知れない。彼は、ブルベテ、サークルドット＝テットウ、ブリュジュンのヘッドを自ら彫った芸術家肌の職人でもあった。

### ファッションドールの時代(1867-1877)
ブリュは初期のファッションドールを作る際、バロアからビスクヘッドの供給をうけていた。

### ベベドールの時代(1878-1883)
1. ブルベテ(Bebe Brevette)
2. サークル・ドット(Circle and Dot)
3. テトゥー(Teteur)
4. ブリュ・ジュン(Bru Jeune)

### 派生モデル
Bebe Modele
1880年代。精巧な木製ボディが特徴で、ヘッドはブルベテ、サークルドットが使われている。
Bebe Gourmand
1880年代。舌のあるオープンマウスモデル。ヘッドはサークルドットタイプ。口からミルクやビスケット等を入れるとボディ内の管を通り、ビスク製の足の裏から出てくるという斬新な人形。非常にレア。
ブリュは1883年の暮に友人であるシェブロに事業を売り渡した。その理由ははっきりしていない。
ちなみにこの頃、ライバル社であるジュモー社は2代目エミール・ジュモーの時代で、EJモデルの生産を行っている。

## シェブロの時代(1883-1889)
アンリ・シュブロ(Henri Julien Chevrot)はレオン・カシミール・ブリュよりブリュを買い受けた2代目の会社の長である。1841年パリ生まれ。